# 志道元親
志道 元親（しじ もとちか）は、戦国時代の武将。毛利氏の家臣。毛利元就・隆元父子を支えた重臣である志道広良の七男。兄に志道大蔵少輔、守熊（実相寺の住職）、口羽通良、志道就良、坂元貞、志道元信がいる。

## 生涯
毛利氏の執政を務めて毛利元就・隆元父子を支えた重臣である志道広良の七男として生まれ、甥で志道氏当主の志道元保や兄の志道就良と共に近習衆として仕える。
天文19年（1550年）7月12日から7月13日にかけて毛利元就によって安芸井上氏が粛清された直後の7月20日に毛利氏家臣団238名が連署して毛利氏への忠誠を誓った起請文において、25番目に「志道新五郎元親」と署名している。
天文21年（1552年）、備後国の尼子方勢力を駆逐するための毛利元就の備後攻めに従軍。同年7月23日の宮光寄が拠る志川滝山城攻めでは元親家臣の三吉五郎左衛門尉が矢傷を蒙っている。
弘治3年（1557年）4月に防長経略が終了してすぐの7月1日に父・広良が91歳で死去。同年12月2日に毛利氏家臣239名が名を連ねて軍勢狼藉や陣払の禁止を誓約した連署起請文において、64番目に「志道新五郎」と署名している。
没年は不明。